# Hierochloe rariflora
Hierochloe rariflora är en gräsart som beskrevs av Joseph Dalton Hooker. Hierochloe rariflora ingår i släktet Hierochloe och familjen gräs. Inga underarter finns listade i Catalogue of Life.